# Стефан Ристовски
Стефан Ристовски (на македонска литературна норма: Стефан Ристовски) е футболист от Северна Македония, който играе като защитник за Сараево. Неговият по-малък брат Милан Ристовски също е футболист и национал.

## Кариера
Роден в Скопие, Ристовски започва кариерата си в родния Вардар, преди да подпише за 5 години с италианския клуб Парма през януари 2010 г. По това време той е на 17 години, но сделката не може да стане официална, докато навърши 18 години.
Ристовски се присъединява към клуба от Серия Б Кротоне под наем на 6 юли 2011 г. След като не получава много игрово време, наемът е прекратен през януари 2012 г. и след това е даден под наем на Фрозиноне до края на кампанията. На 5 юли 2012 г. отново е изпратен под наем в Серия Б при Бари. След това следва наем в Латина в същата дивизия за сезон 2013/14, като се връща при тях за втори път през януари 2015 г. Преди фалита на Парма, Ристовски има договор с тях до 30 юни 2019 г.
През юли 2015 г. Ристовски преминава в Риека в Хърватия. Трансферът е улеснен чрез италианския клуб-партньор на Риека, Специя Калчо. За да може Ристовски да остане допустим по квотата в Италия извън ЕС, той подписва със Специя със свободен трансфер и след това е даден под наем на Риека. На 7 август 2017 г. Ристовски подписва със Спортинг Лисабон. На 2 февруари 2021 г. той подписва с колоса Динамо Загреб. Дебютира за Динамо на 13 февруари в дерби срещу НК Осиек. В дебюта си получава два жълти картона и е изгонен.

## Успехи
Риека
- Първа хърватска футболна лига: 2016/17
- Купа на Хърватия: 2017

Спортинг Лисабон
- Купа на Португалия: 2019
- Купа на лигата: 2018, 2019[8]

Динамо Загреб
- Първа хърватска футболна лига: 2020/21, 2021/22, 2022/23, 2023/24
- Купа на Хърватия: 2020/21, 2023/24